# The Sims 3: Seasons
The Sims 3: Seasons — восьме доповнення для відеогри жанру стратегічного симулятору життя The Sims 3. Вперше вийшло в США 13 листопада 2012. Доповнення фокусується на погоді, зміні сезонів та взаємодії сімів із кожною порою року. Як і доповненням Generations, The Sims 3: Seasons не має нового району. Схожими доповненнями є The Sims 2: Seasons.

## Ігровий процес
Гравці можуть взаємодіяти із погодою, налаштовуватися на настрій кожної пори роки та розповідати значущі історії зі своїми сімами. Доповнення включає різні унікальні фестивалі, які розподіляються по кожному сезону; також на цих фестивалях сіми можуть брати участь у різних подіях. Влітку сіми можуть потрапити на розмальовування облич та змагатися у поїданні хот-догів. Восени сіми можуть вирізати гарбузи та грати у ловлю яблук. Взимку на фестивалях доступні бої на сніжках, сноубординг та катання на ковзанах. Протягом всього року сіми можуть плавати в океані та грати в сокер.
З доповненням у сімів з'явилися нові характеристики: любитель холоду та любитель тепла. Сіми з цими характеристиками будуть насолоджуватися екстремальними зимовими та літніми температурами, ставлячись до холоду чи спекоти із приємністю, аніж з дискомфортом як інші сіми без цих характеристик. Сіми здатні застудитися, отримати засмагу на сонці або бути вдареним блискавкою. Взимку дні коротші, ніж улітку. У доповненні The Sims 3: Seasons були додані прибульці, схожі на тих, які були в The Sims 2, але з певними оновленнями.
Гравці тепер зможуть вносити деякі зміни на території свого лота за допомогою Сезонного маркера лоту (англ. Seasonal Lot Marker). Для кожного сезону можна додавати свої власні об'єкти та декорації, але не можна вносити зміни у режимі будівництва (наприклад стіни чи дах). Ця функція є основною для фестивалів, але також є корисною для громадських та приватних лотів.
У доповненні з'явився новий одяг, такий як костюми для сильного холоду, купальники та плащі. У режимі створення сімів був доданий фільтр, який дозволяє гравцю знаходити одяг із певного доповнення. У нову категорію — верхній одяг, можна визбирувати різний одяг із будь-якої іншої категорії.

### Фестивалі
У грі присутні чотири свята: День любові, Страхітливий день, День сніжинки та День відпочинку. Кожне свято проходить кожного останнього четверга пори року. Якщо цей четвер не присутній в календарі, свято відбувається останнього дня сезону. Ці свята більш популярні, ніж фестивалі і не можуть бути вимкнутими у меню налаштувань.
З кожним сезоном, святом та фестивалем лоти змінюють свій зовнішній вигляд за допомогою декорацій та об'єктів. Кожної пори року проходять фестивалі. Лоти для фестивалів зазвичай замінюють головний парк, але ті лоти, які були замінені зберігаються в колекції громадських лотів у режимі району, тому гравець може забрати їх звідти у будь-який час. Зовнішній вигляд готових фестивалів повністю контролюється, гравець також може будувати власні лоти, які будуть змінюватися протягом року.

### Погода
У доповненні присутні п'ять типів погоди: дощ/блискавка, сонячність, град, сніжність та туманність. Існує декілька варіантів дощу, від легкого дощику та стандартного дощу до зливи із блискавкою. Сіми можуть плескатися та стрибати по калюжам, що також підіймає потребу у веселощах. Дощ може загасити пожежу та поливає рослини. Дощити може у будь-яку пору року, але кількість дощу варіюється від сезону. Більшість опадів припадає на весну. Коли проходять зливи, можна побачити блискавку та почути грім. Сімботи із The Sims 3: Ambitions можуть діяти під дощем, але є великий шанс того, що їх закоротить.
Присутні декілька трансформаційних погодних ефектів, включаючи вітер. Стан неба є гарним показником, яка саме погода розпочнеться: наприклад, якщо хмари збираються дуже темними — значить буде злива. Погода значно впливає на садівництво. Сніг та дощ збираються на проїжджих частинах дороги. Температура контролює скільки снігу збереться на землі та деревах, або ж як швидко вода після дощу випарюється із калюж. Восени сіми можуть згрібати опале листя.

## Видання
Доповнення вийшло у двох виданнях: стандартне та обмежене. Обмежене видання містило ексклюзивні речі: громадський лот Льодовий лаунж, елегантний льодовий бар, барні стільці, пабовий стіл, льодові меблі та речі для будування на льодову тематику.

## Рецензії
| Агрегатор  | Оцінка |
| ---------- | ------ |
| Metacritic | 73/100 |

| Видання        | Оцінка |
| -------------- | ------ |
| Destructoid    | 5/10   |
| GameRevolution | [ 8 ]  |
| GamesRadar+    | [ 9 ]  |
| GameZone       | 9/10   |
| IGN            | 7.5/10 |

Доповнення The Sims 3: Seasons здобуло від середніх до високих оцінок рецензентів, хоча наприклад Destructoid дав посередній бал через відсутність нових кар'єр та громадських лотів.
Metacritic оцінив гру у 73 із 100 балів.
Джон Майкл з IGN дав грі 7.5 із 10, кажучи що "[гра] є повноцінним доповненням, яке привносить безліч правил без відчуття перенасичення, та додає достатньо речей, які б надали відчуття того, що більше без цього доповнення грати не захочеться."
Аманда "StormyDawn" Хейл із Worthplaying.com дала грі 8.7/10 та ствердила, що хоча це не є великим доповненням, все ж є дуже важливим для будь-якої колекції Sims: "Це не найбільше доповнення для Sims 3... [але] може бути найбільш важливим".

## Розробка доповнення

### Музика
| Список саундтреків із The Sims 3: Supernatural | Список саундтреків із The Sims 3: Supernatural | Список саундтреків із The Sims 3: Supernatural | Список саундтреків із The Sims 3: Supernatural | Список саундтреків із The Sims 3: Supernatural |
| #                                              | Назва                                          | Автор                                          | Радіостанція в грі                             | Тривалість                                     |
| ---------------------------------------------- | ---------------------------------------------- | ---------------------------------------------- | ---------------------------------------------- | ---------------------------------------------- |
| 1.                                             | «Seasons»                                      | Стів Яблонськи                                 | Екран завантаження The Sims 3: Seasons         | 2:36                                           |
| 2.                                             | «The Sun Porch Memory»                         | Стів Яблонськи                                 | Режим покупок                                  | 2:07                                           |
| 3.                                             | «Rainy Day Shopping Bliss»                     | Стів Яблонськи                                 | Режим будування                                | 2:14                                           |
| 4.                                             | «Spring In My Heat»                            | Стів Яблонськи                                 | Режим створення сімів                          | 2:18                                           |
| 5.                                             | «Map It Out»                                   | Стів Яблонськи                                 | Режим створення сімів                          | 3:02                                           |
| 6.                                             | «Solstice of the Ancients»                     | Стів Яблонськи                                 | Режим створення сімів                          | 2:24                                           |
| 7.                                             | «Big Hearts, Big Dreams»                       | JJ                                             | Інді                                           | 3:18                                           |
| 8.                                             | «Little Talks»                                 | Of Monsters and Men                            | Інді                                           | 4:23                                           |
| 9.                                             | «Love Love Love»                               | Avalanche City                                 | Інді                                           | 3:14                                           |
| 10.                                            | «Mayzie Grobe»                                 | The Shoaks                                     | Інді                                           | 3:49                                           |
| 11.                                            | «Time To Run»                                  | Lord Huron                                     | Інді                                           | 5:25                                           |
| 12.                                            | «Shine Ya Light»                               | Ріта Ора                                       | Поп                                            | 3:32                                           |
| 13.                                            | «Paralyzed»                                    | Марі Сіссе                                     | Поп                                            | 3:35                                           |
| 14.                                            | «Soma Terra Loon»                              | Not Piloting                                   | Поп                                            | 4:07                                           |
| 15.                                            | «Teen in the City»                             | Беккі Джі                                      | Поп                                            | 3:46                                           |
| 16.                                            | «Elevator»                                     | Ерін Маккарлі                                  | Поп                                            | 3:34                                           |